# Los Indios
Los Indios város az USA Texas államának Cameron megyéjében. Lakosainak száma 1008 fő (2020. április 1.).

## Népesség
A település népességének változása:
| Lakosok száma | 1149 | 1083 | 1008 |
|               | 2000 | 2010 | 2020 |